# Ofiara (religia)

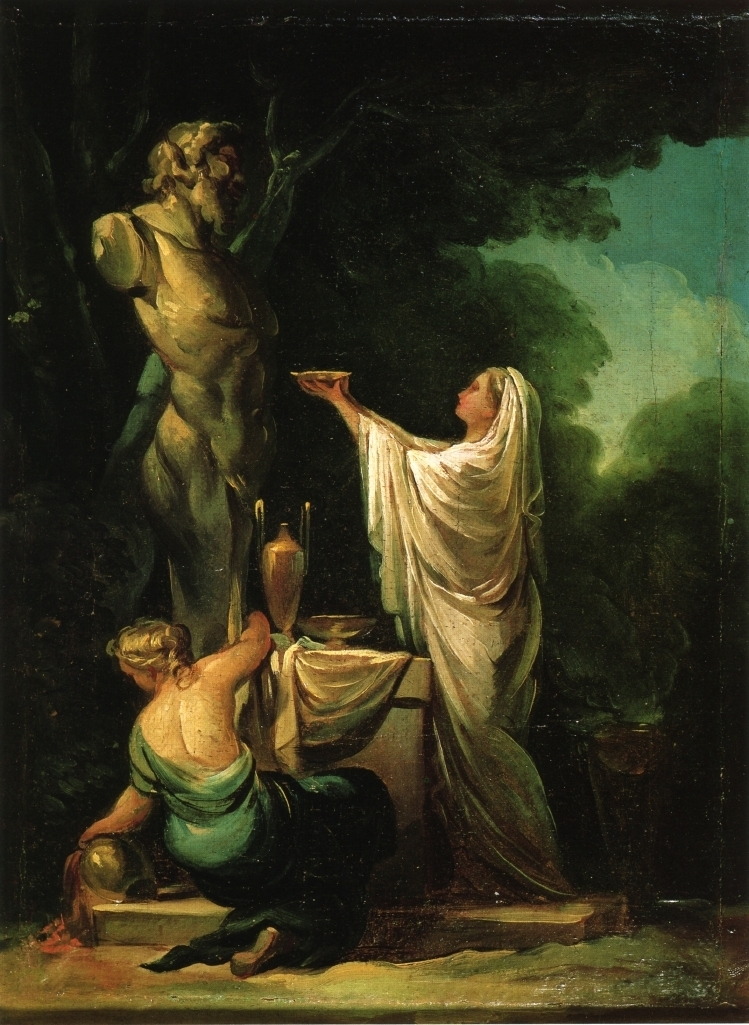
Francisco Goya, Ofiara składana Panowi, 1771

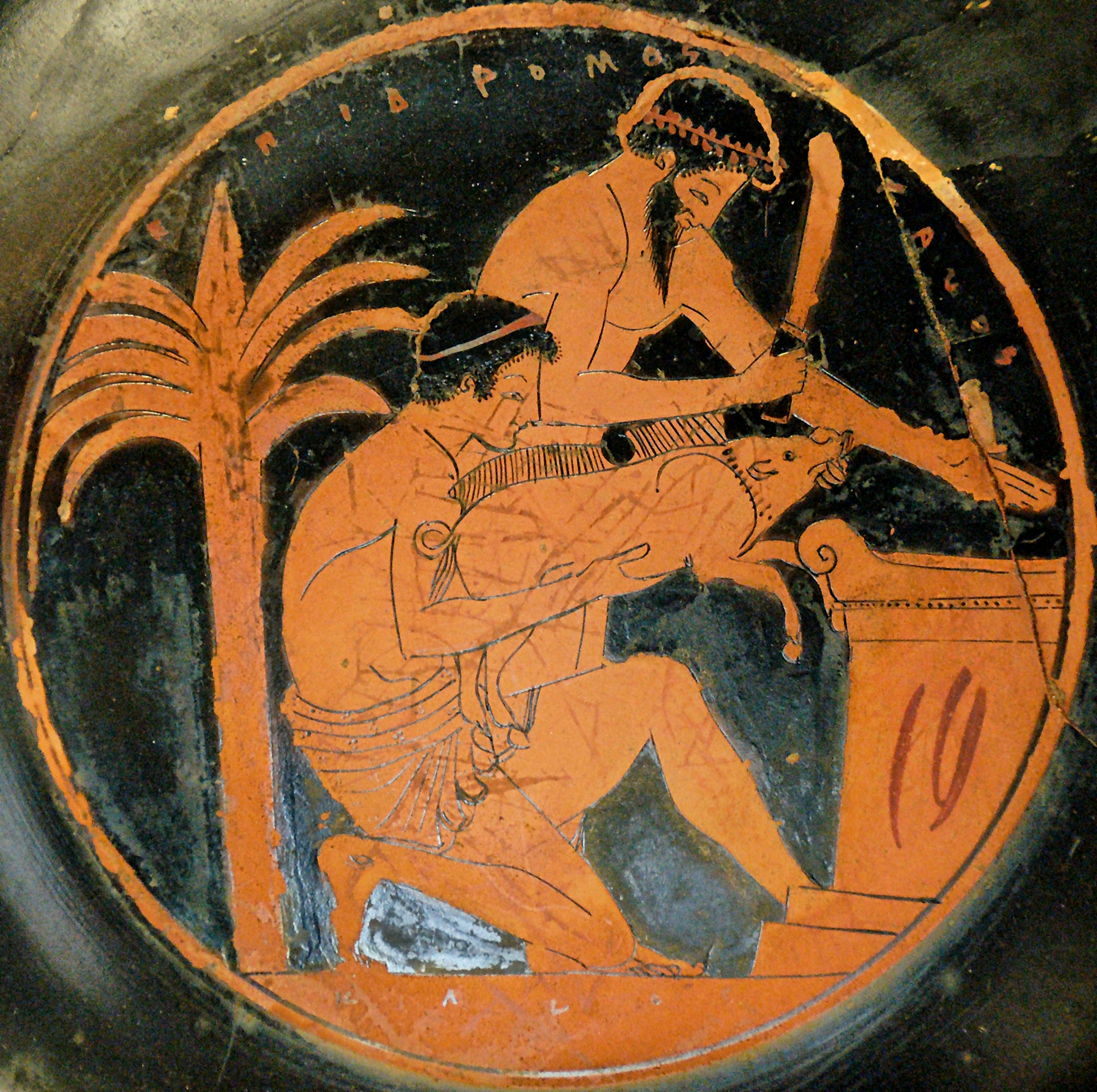
Przedstawienie ofiary z dzika na greckim tondzie z VI wieku p.n.e.

Ofiara – podstawowa, obok modlitwy, forma kultu religijnego,
występująca we wszystkich religiach, począwszy od pierwotnych do najbardziej rozwiniętych. Polega na składaniu darów bóstwu. Często łączona z ucztą religijną.

## Motyw ofiary
Celem ofiarodawcy jest: pokuta lub przebłaganie bóstwa, oddanie mu hołdu, poddanie się jego woli, prośba o jego przychylność, rodzaj pobożnego handlu na zasadzie „ja Tobie, Ty mnie", „daję abyś dał". Bywa też, że nabiera charakteru magicznego. Wysokość i wartość składanej ofiary jest uznaniowa, subiektywna i uwarunkowana trybem życia ofiarodawców. 

## Nazwy i rodzaje ofiar
W wierzeniach Słowian ofiarę nazywano obiatą, trzebą lub żertwą.

### Ofiary z ludzi
W wielu kulturach, za najbardziej cenny dar dla bóstwa uważano krwawe ofiary z ludzi (osób dorosłych, ale także z dzieci i władców) i zwierząt.
Np. na terenie Peru na szczytach gór lub wulkanów (np. Ampato i Pitchu Pitchu) archeolodzy odnajdują szczątki dzieci sprzed ok. 500 lat.  Inkowie składali dzieci w ramach tzw. rytuału capacocha. Pierwszym, który odkrył  zmumifikowane szczątki tych dzieci był Dr Johan Reihard. Były wkopane w pozycji siedzącej w kamienne prostokątne platformy. Według Dagmary Sochy, bioarcheolożki z Centrum Badań Andyjskich Uniwersytetu Warszawskiego (CEAC) w Cuzco, Inkowie wierzyli, że w swej niewinności dzieci poprzez ofiarę miały stać się pośrednikami między bogami i ludźmi. Inkowie chcieli w ten sposób łatwiej nakłonić bogów do podjęcia sprzyjających dla siebie decyzji .
Z czasem ofiary z ludzi zastąpiono ofiarami ze zwierząt lub ofiarą symboliczną (kukły, na które upuszczano kilka kropel krwi). 

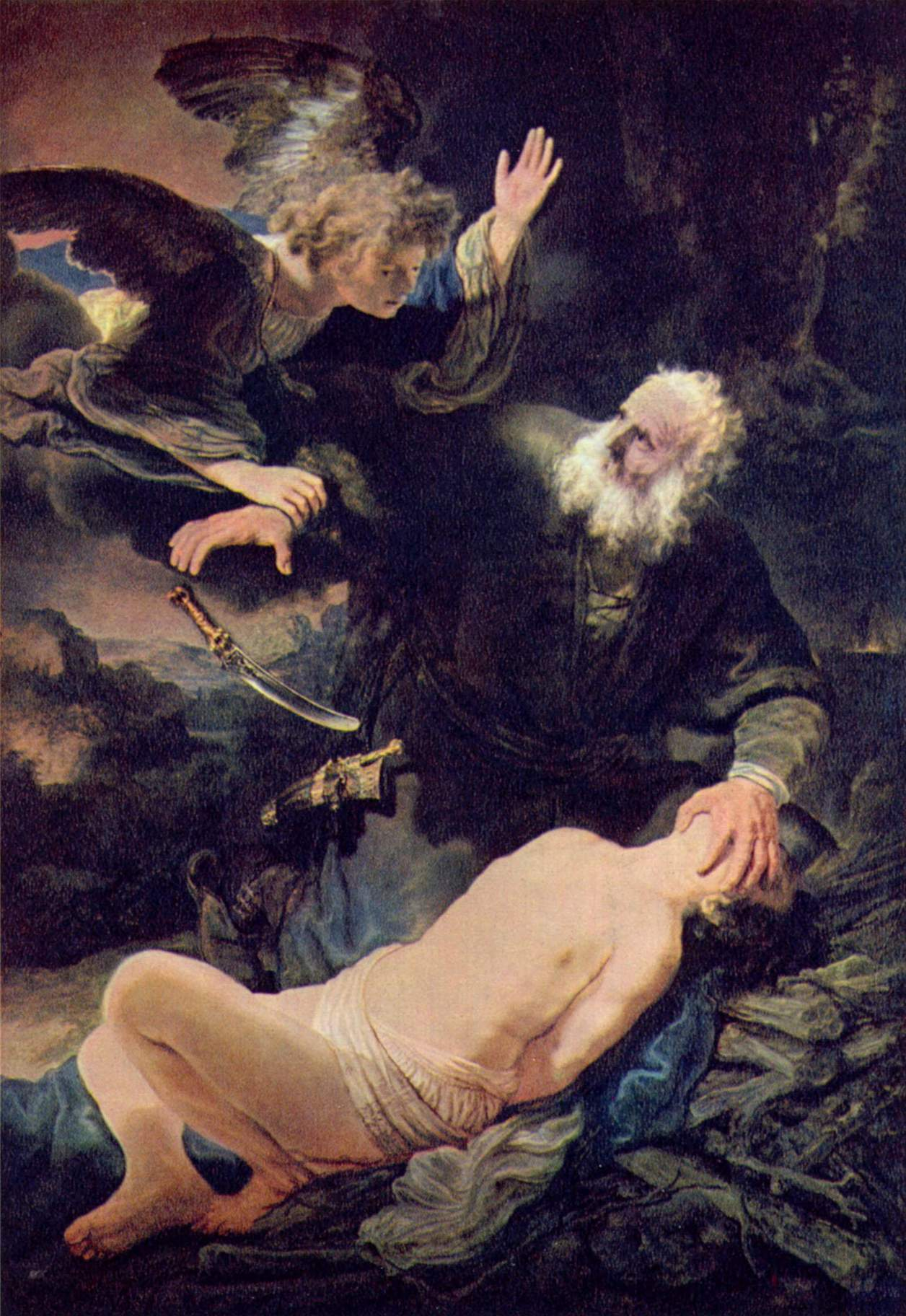
Rembrandt, Ofiara z Izaaka, z kolekcji Ermitażu.

Judaizm od początku zwalczał tego typu ofiary z ludzi. Opowieścią mającą charakter programowy było ofiarowanie Izaaka przez Abrahama (Księga Rodzaju 22). Opowiadanie to mogło być wytłumaczeniem, dlaczego w świątyniach izraelskich nie składano w dzieci w ofierze, podczas gdy czyniono to w świątyniach kananejskich

### Społeczności rolnicze
Społeczności rolnicze obok krwawych ofiar praktykowały ofiary z plonów. Rozwój kultu religijnego spowodował ustalenie określonych pór i miejsc na składanie poszczególnych ofiar. W ten sposób rozwijała się siatka stałych miejsc świętych (gaje, jaskinie, kamienie, rzeki). Z czasem w miejscach świętych na wzór pałaców królewskich zaczęto wznosić przybytki bóstwom ze służącymi-kapłanami. Te z kolei przekształciły się w świątynie, których okazałość zależała od potęgi danego kultu.
Krwawe ofiary przygotowywała do składania określona i znająca się na przypisach religijnych osoba. Dokonywała czynności rzeźniczych sama bądź nadzorowała poprawność ich wykonywania przez swoich pomocników. Gdy rozwinął się stan kapłański, ofiarnik-rzeźnik stał na straży ceremonii zabicia i rozdzielenia mięsa ofiarnego. Początkowo mięso palono lub opiekano nad świętym ogniskiem, z czasem święte miejsce przekształciło się w ołtarz, przed którym wznoszono świątynię. Później ołtarze zaczęto umieszczać w obrębie murów świątynnych.
Rodzajem ofiary religijnej było także palenie kadzidła i okadzanie dymem miejsc świętych. Okadzanie miejsc świętych wywodzi się ze wschodnich tradycji świeckich, zgodnie z którymi dym kadzidła wdychano po ucztach.

## Wielkie religie

### Hinduizm
W hinduizmie od czasów upaniszad popularyzowano interioryzację ofiary w procesie indywidualnej sadhany. 

### Judaizm
W historii religii Izraela, w Judaizme, praktyka i rozumienie ofiary doznało ogromnej ewolucji, od prymitywnych rytuałów nomadów do złożonego kultu w Świątyni jerozolimskiej. Po zburzeniu Świątyni w 70 r. n.e., w kulcie synagogalnym ofiary fizyczne zostały zastąpione przez „pamiątkę”, której towarzyszą modlitwy konsekrujące ofiarę (Aboda). Odmawiano je przy składaniu ofiar, gdy jeszcze kult świątynny się odbywał.

### Chrześcijaństwo
W religii chrześcijańskiej składanie starotestamentowe ofiar zostało zastąpione przez jednorazową doskonałą ofiarę Jezusa Chrystusa, który umarł na krzyżu za grzechy ludzkości. W katolicyzmie i prawosławiu ofiara Chrystusa jest sakramentalnie uobecniana podczas Eucharystii.